# Souselo
Souselo ist eine Gemeinde (Freguesia) im portugiesischen Kreis Cinfães. In ihr leben 2839 Einwohner (Stand 19. April 2021).